# هوغو بيريز (1963)
هوغو بيريز (بالإسبانية: Hugo Ernesto Pérez)‏ (بالإنجليزية: Hugo Pérez)‏ (مواليد 8 نوفمبر 1963) هو لاعب كرة قدم. يلعب مع منتخب الولايات المتحدة الأمريكية لكرة القدم. سبق له أن لعب في كأس العالم لكرة القدم مع منتخب بلاده.

## روابط خارجية
- هوغو بيريز على موقع الاتحاد الدولي (مؤرشف)  (الإنجليزية)
- هوغو بيريز على موقع قاعدة بيانات كرة القدم.إي يو (الإنجليزية)
- هوغو بيريز على موقع ناشيونال فوتبول تيمز (الإنجليزية)
- هوغو بيريز على موقع Soccerway.com (الإنجليزية)
- هوغو بيريز على موقع عالم كرة القدم.نت (الإنجليزية)
- هوغو بيريز على موقع أوليمبيديا (الإنجليزية)